# Masters de París 2011
El 2011 BNP Paribas Masters es un torneo de tenis masculino que se jugará del 6 de noviembre al 13 de noviembre de 2011 sobre pista dura. Es la edición número 40 del llamado Masters de París. Toma lugar en Palais Omnisports de Paris-Bercy en París, Francia.

## Campeones

### Dobles masculinos
| Predecesor: París 2010               | Masters de París 2011   | Sucesor: París 2012 |
| Predecesor: Masters de Shanghái 2011 | ATP Masters Series 2011 | Sucesor: -          |